# Guardia (Lérida)
Guardia (oficialmente y en catalán Guàrdia de Noguera) es una localidad española del municipio de Castell de Mur, perteneciente a la provincia de Lérida, en la comunidad autónoma de Cataluña.

## Toponimia
El lugar puede aparecer referido como «Guàrdia de Noguera», «Guardia de Tremp» y «Guardia».

## Historia
Hacia mediados del siglo XIX, la villa, por entonces con ayuntamiento propio, tenía contabilizada una población de 630 habitantes. Aparece descrita en el noveno volumen del Diccionario geográfico-estadístico-histórico de España y sus posesiones de Ultramar de Pascual Madoz con las siguientes palabras:

GUARDIA: v. con ayunt. en la prov. de Lérida (15 horas), part. jud. y adm. de rent. de Tremp (2 1/2), aud. terr. y c. g. de Barcelona (40), pabordato de Mur (1), dióc. de Seo de Urgel. está sit. en la pendiente de una colina que se eleva á la orilla dra. del r. Noguera Pallaresa, con clima caluroso en la estacion de verano, y propenso á algunas afecciones gástrico-biliosas. Forman cuerpo de pobl. 128 casas de regular construccion, distribuidas en varias calles rectas y bien empedradas, con dos plazas pequeñas de figura irregular: hay casa de ayunt., escuela de primeras letras á cargo de un maestro con título, dotado en 1,280 rs. vn. anuales, á cuya retribucion contribuyen por reparto vecinal los pueblos de Estorm, Moró, Mur y Meull, concurrida por unos 40 niños; dos fuentes de agua que aunque escasas dan el abasto al vecindario, y otra algo separada donde abrevan los ganados; igl. parr. (Espíritu Santo) que sirve un cura de la clase de rectores y es de segundo ascenso, cuya vacante se provee por S. M. mediando concurso y á propuesta en terna del diocesano; el cementerio se halla fuera del pueblo con buenva ventilacion y bastante capaz. El térm. confina por el N. con Puchercos y Talarn; E. Llimiana mediando el Noguera; S. Ager, teniendo por lím. divisorio la cima de Monsuch, y O. Moró y Mur; estendiéndose cerca de 2 horas de N. á S. y 1/2 de E. á O.: dentro de su circunferencia se encuentran, una ald. denominada Sellés (V.) dependiente en lo civil y ecl. de esta v., de la que está separada 3/4 de hora al SE., y una masia llamada de Salvadó, cerca de los confina al N. con Puchegros; hay igualmente dos capillas una á 60 pasos S. de la v. (la virgen del Rosario) y otra en una casa particular (la Concepcion); y en el camino que dirige á Selles una dedicada á San Sebastian. Entre varias igl. que se encuentran arruinadas por el térm., hay una dedicada á San Miguel; está á una leg. S. de la v. en medio del paso llamado dels Tarradets, con ermita contigua en que habitaba un ermitaño, que la que se halla en la cumbre de la colina al N. separada 1/2 hora, bajo la advocacion del Padre Eterno, y segun tradicion fué antiguamente la parr. de esta v. que entonces estaba próxima á ella. Finalmente, en la cima de la mencionada colina que llaman del Castillo, existen los restos de una fortaleza ant. sit. al E. de la peña que corona dicha colina debajo de la cual debió existir la pobl. en época lejana. Corre por el térm. de N. á S. el ya citado r. Noguera Pallaresa que causa en sus avenidas perjuicios de consideracion á las huertas de las riberas, pero que podrian evitar acaso con la construccion de algunos diques en ambas orillas. Se toma de él agua por medio de una acequia en el térm. de Puchegros, con la que se riega la parte huerta. El terreno montuoso y secano escepto la porcion que hay á las márg. del r. es casi todo él arcilloso, con distintas rocas calizas: se cultivan unos 1,200 jornales de secano, con 150 de huerta y hay bosque que da madera para leña, inmediato á la ald. de Sellés, en la vertiente N. de la montaña Monsuch. Pasan por el térm. y paso dels Torradets, Coll de Ares los dos caminos que conducen á Lérida desde la Conca de Tremp y Montañá; el primero por el pie de la colina donde está la v., y el segundo por la pobl.; de herradura y en mal estado: recibe la correspondencia de la adm. de Tremp, á donde van á buscarla. prod.: trigo, cebada, aceite, seda y vino en abundancia que se vende en el valle de Aran, pero compra el trigo y aceite que escasea; hay ganado mayor y menor; caza de liebres, conejos y perdices, y pesca de anguilas, truchas y barbos. La principal ind. es la agricultura y varios oficios y artes mecánicas mas indispensables; hay ademas un molino harinero y otro aceitero en el mismo edificio, y una fáb. de aguardiente. pobl.: 150 vec., 630 almas. riqueza imp.: 94,561 rs. contr.: el 14'28 por 100. La fiesta mayor se celebra el dia del Sto. Nombre de Maria y otra votiva el 20 de enero.
(Madoz, 1847, p. 50)

Hasta la reforma de la nomenclatura municipal de 1916 el municipio se llamaba simplemente Guardia. En dicha fecha su nombre fue modificado por el de Guardia de Tremp.
El municipio de Guàrdia de Noguera desapareció en 1971 para unirse al de Mur y conformar el de Castell de Mur. En 2023, la entidad singular de población tenía empadronados 101 habitantes y el núcleo de población, también 101.